# Sứ mệnh nội gián 2
Sứ mệnh nội gián 2 (tiếng Trung: 使徒行者2：諜影行動, tiếng Anh: Line Walker 2: Invisible Spy) là một bộ phim điện ảnh Hồng Kông – Trung Quốc thuộc thể loại hành động – hình sự công chiếu năm 2019 do Văn Vỹ Hùng làm đạo diễn, dựa trên bộ phim truyền hình Sứ đồ hành giả của TVB ra mắt năm 2014. Là phần phim tiếp nối của Sứ mệnh nội gián, bộ phim có sự tham gia diễn xuất của các diễn viên gồm Trương Gia Huy, Cổ Thiên Lạc và Ngô Trấn Vũ. Không giống như bản phim gốc, bối cảnh và các nhân vật trong phim đều được làm mới hoàn toàn. 
Phim được công chiếu vào ngày 7 tháng 8 năm 2019 tại Trung Quốc, 8 tháng 8 năm 2019 tại Hồng Kông, 16 tháng 8 năm 2019 tại Mỹ và ngày 6 tháng 9 cùng năm tại Việt Nam.